# ステファン・テイトゥル・ソールザルソン
ステファン・テイトゥル・ソールザルソン（Stefán Teitur Thórdarson アイスランド語: Stefán Teitur Þórðarson , 1998年10月16日 - ）は、アイスランド・アクラネース出身のサッカー選手。EFLチャンピオンシップ・プレストン・ノースエンドFC所属。ポジションはMF。

## クラブ経歴

### 母国時代
2016年に地元のÍAアクラネースのトップチームに昇格し、プロデビュー。2018年シーズンは2部リーグの1. テイルト・カルトラでのプレーながら10ゴールを記録。2020年シーズンはシーズン途中までウルヴァルステイルトで8ゴールを決めた。

### シルケボー
2020年10月4日、シルケボーIFへの移籍が発表。加入後即先発に定着。2023-24シーズンは9ゴールを記録。同シーズンはデンマーク・カップ優勝も経験した。

### プレストン
2024年7月9日、プレストン・ノースエンドFCと3年契約を締結したことが発表された。

## 代表経歴
2018年より3年間、U-21アイスランド代表でプレー。2020年1月にフル代表初招集。16日のカナダ戦で、後半28分に起用され、代表デビューを果たした。